# Слово істини
«Слово Істини» — літературно-науковий місячник духовної культури й рідної мови, видання Української греко-православної церкви в Канаді.
Виходив у Вінніпезі 1947—1951 років за редакцією митрополита Іларіона.